# Truncatoflabellum truncum
Espèce
Statut CITES
Truncatoflabellum truncum est une espèce de coraux appartenant à la famille des Flabellidae.